# Wende Wagner
Wende Wagner (auch Wendy Wagner; * 6. Dezember 1941 in New London, Connecticut; † 26. Februar 1997 in Santa Monica, Kalifornien) war eine US-amerikanische Schauspielerin, die durch ihre Rollen in der Serie Die grüne Hornisse sowie mehreren Kinofilmen Bekanntheit erlangte.

## Leben
Wende Wagner hatte französische, deutsche und indianische Vorfahren, was ihr zu einem exotischen Aussehen verhalf, welches ihrer Schauspielkarriere dienlich war. Ihre Eltern waren John H. Wagner und Rudy Arnold Wagner. Sie waren beide im sportlichen Bereich tätig, ihr Vater als Trainer der olympische Schwimmer und Taucher, ihre Mutter als Skifahrerin. Wagner besuchte die Coronado High School in San Diego, Kalifornien. Sie bereiste nach ihrem Schulabschluss viele Länder und arbeitete in Paris als Model. Als Schwimmerin und Taucherin kam sie erstmals Ende der 1950er Jahre mit dem Filmgeschäft in Berührung. Ihr Fernseh-Debüt hatte sie im Jahr 1959/60 in der Western-Serie Wagon Train. Sie interessierte sich für Surfen und Reisen rund um die Welt. Beides versuchte sie mit ihrer Arbeit zu verbinden. So arbeitete sie beispielsweise als weibliches Stuntdouble in Unterwasserszenen. Sie spielte in der Serie Sea Hunt von Lloyd Bridges und in der TV-Serie The Aquanauts mit. Bei September Storm wirkte sie in Stuntszenen mit und spielte noch weitere kleine Rollen in Fernsehserien. An einem Film-Set traf sie den Stunt-Taucher Courtney Brown, den sie heiratete.
Nach einer Pause – bedingt durch der Geburt ihrer Tochter und die Übersiedlung auf die Bahamas – übernahm sie wieder Stuntaufträge in Fernsehserien. 
1963 ließ sich Wagner wieder von Brown scheiden und zog zurück in die USA. Dort spielte sie ab 1964 kleinere Rollen in Kinofilmen und Fernsehproduktionen und stellte zwischen 1966 und 1967 die Rolle der Lenore „Casey“ Case in der Serie The Green Hornet dar. Durch ihre Freundschaft zu Sharon Tate erhielt sie eine Nebenrolle als eine der Freundinnen von Mia Farrows Hauptfigur in Roman Polanskis Rosemaries Baby. Wagner war von 1967 bis 1978 mit James Mitchum verheiratet und hat mit ihm einen Sohn. Nach 1973 gab sie ihre Karriere auf und starb im Jahr 1997 im Alter von 55 Jahren an Krebs.

## Filmografie (Auswahl)
- 1960: Wagon Train (Fernsehserie, Folge The Luke Grant Story)
- 1964: Rio Conchos
- 1965: Flipper (Fernsehserie, Folge Flipper’s Monster)
- 1966: Out of Sight
- 1966: Destination Inner Space
- 1966–1967: Die grüne Hornisse (The Green Hornet, Fernsehserie, 26 Folgen)
- 1967: A Covenant with Death
- 1968: Rosemaries Baby (Rosemary’s Baby)
- 1968: Lassie (Fernsehserie, Folge Der Pelikan)
- 1968: Ihr Auftritt, Al Mundy (It Takes a Thief, Fernsehserie, Folge Sechs für die Revolution)
- 1969: Die Rache der glorreichen Sieben (Guns of the Magnificent Seven)
- 1973: The Bait (TV)
- 1973: California Cops – Neu im Einsatz (Fernsehserie, Folge Kreuzzug)

Unterwasserstunts
- 1960: The Aquanauts (Fernsehserie)
- 1960: September Storm